# Fouchy
 (janvier 2018).
Si vous disposez d'ouvrages ou d'articles de référence ou si vous connaissez des sites web de qualité traitant du thème abordé ici, merci de compléter l'article en donnant les références utiles à sa vérifiabilité et en les liant à la section « Notes et références ».
Fouchy (Grube en allemand) est une commune française située dans la circonscription administrative du Bas-Rhin et, depuis le 1er janvier 2021, dans le territoire de la Collectivité européenne d'Alsace, en région Grand Est.
Cette commune se trouve dans la région historique et culturelle d'Alsace.

## Géographie

### Localisation
Située sur la rive droite du Giessen, Fouchy, anciennement connue sous le nom de Groba, puis Grube, s'étend sur le versant nord du Guichat et du Rougerain dont les sommets culminent à 623 mètres et 650 mètres. Le village, vaste superficie de 787 ha, s'étire en rive droite de la rivière du Giessen qui commence à s'encaisser sensiblement après le confluent du vallon de Lalaye. Le Giessen marque ainsi la limite du ban sur presque toute sa façade nord. Au sud, le village s'appuie sur la crête qui forme la ligne de partage des cours d'eau entre le val de Villé (Giessen) et le val de Lièpvre (la Lièpvrette). Cette arête s'allonge d'est en ouest de 690 à 830 mètres d'altitude (Schnarupt) et domine le hameau de la Hingrie (commune de Rombach-le-Franc). La ligne de crête passe par le vallon de Noirceux et le col de Fouchy (607 mètres) qui fait communiquer ces deux vallées entre elles. Ramassé autour de l'église dont le clocher, visible de loin, pointe comme un tour de guet, le village rayonne dans toutes les directions ; une partie s'étend, au fond de la vallée, le long de la route conduisant de Villé à Saint-Dié. Des fermes dispersées forment quelques hameaux jadis plus importants : la Combre, Berlicombelle, Noirceux, Rouhu, Schlingoutte, Schnarupt. Certaines rejoignent le bas d'Urbeis et Schnarupt. À l'ouest, en longeant la route départementale, se trouve le village d'Urbeis et à 3 km à l'est, le village de Villé. Grube, terme ancien et germanique, est remis en honneur pendant les périodes d'annexion entre 1871-1918 et 1940-1944. Les habitants de Fouchy sont appelés les Fouchyssois ou les Fouchyssoises. L'origine du nom provient peut-être du patois germanique Fosche, fossé. Le village est traversé par le Giessen d'Urbeis.

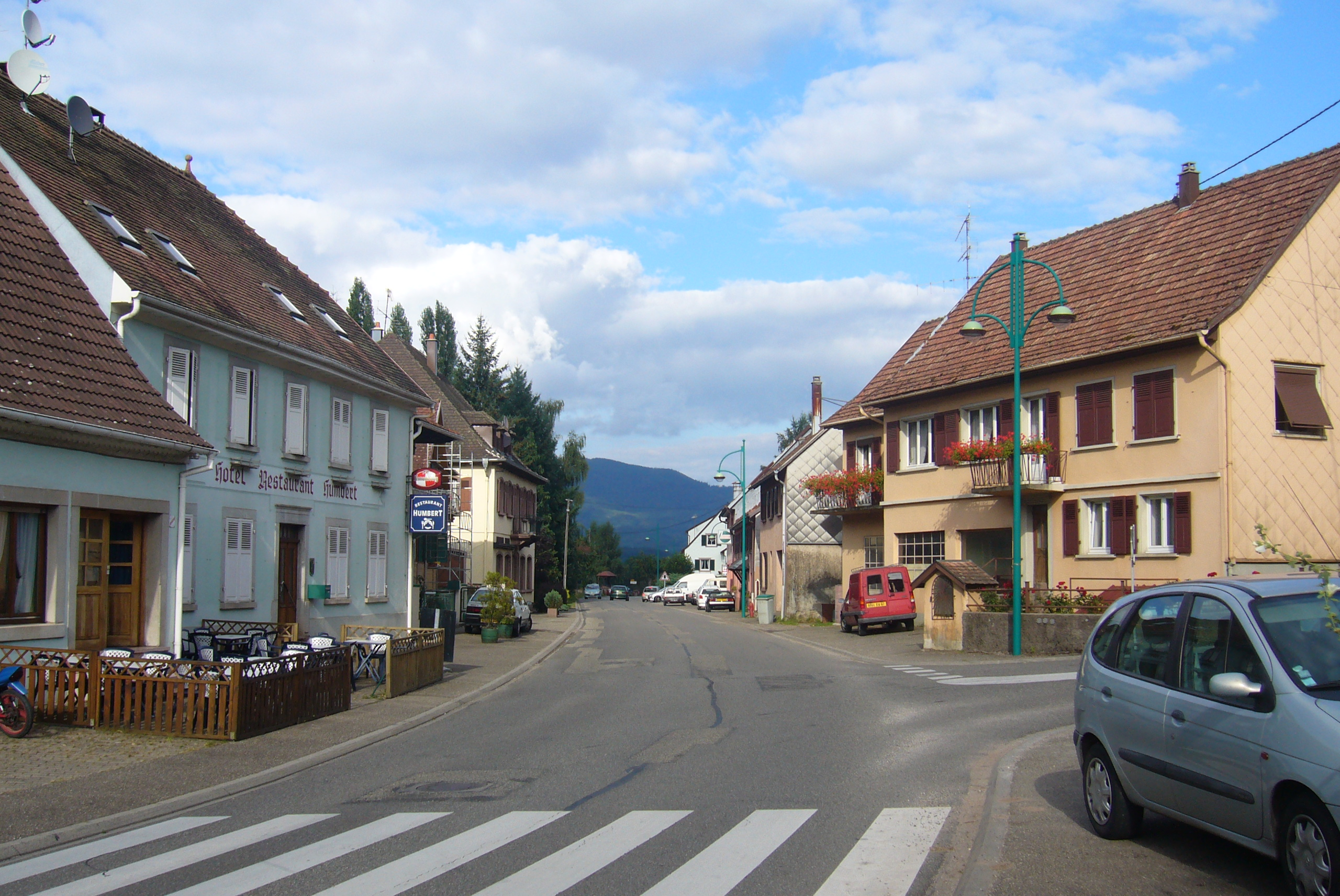
Rue Principale à Fouchy en direction de Villé.

### Communes limitrophes
|        | Lalaye                    | Bassemberg |
| Urbeis | Fouchy                    | Breitenau  |
|        | Rombach-le-Franc Bas-Rhin |            |

### Géologie
Le territoire communal repose sur le bassin houiller de la vallée de Villé.
Le ban de la commune de Fouchy est intéressant à étudier du point de vue de la géologie et de la tectonique. Le finage est coupé en deux domaines : la faille Lièpvre-Lalaye qui limite le bord occidental du bassin effondré de Villé. Cette fracture, dont le rejet (dénivellation) est de plus de 400 mètres, délimite ainsi deux secteurs d'importance spatiale inégale : 
- à l'est, la périphérie occidentale du bassin d'effondrement de Villé, comblé partiellement par les dépôts permiens de l'assise du Kohlbaechel, épaisse ici de près de 300 m. Il s'agit toujours de terrains rubéfiés (arkoses, conglomérats, lentilles d'argiles). Sur les ubacs froids et humides, ces formations ont été sujettes à de fréquents mouvements de solifluxion qui ont rééquilibré les pentes (replat où s'est installé le village). Les dépôts permiens sont coiffés par les puissantes couches de grès vosgien du Trias qui forment les abrupts du Guichat (150 à 200 m d'épaisseur). Ce sommet, à la faveur d'un petit effondrement, conserve même dès 600 m les couches du conglomérat supérieur qui n'apparaissent dans le massif de l'Altenberg qu'à partir de 800 m et qui sont absentes à l'Ungersberg (901 mètres). C'est dire l'importance de l'affaissement subi par ce secteur situé à proximité immédiate de trois grandes lignes de fracture ;
- une grande partie occidentale du finage est occupée par le socle cristallin, représenté ici par le granite des crêtes et le gneiss de la série d'Urbeis. Le granite des crêtes est lui-même affecté par le passage de l'importante faille de Retournemer - Sainte-Marie-aux-Mines qui se traduit sur le terrain par la présence d'une frange de mylonites (roches broyées). La rencontre de cette faille avec la dislocation Lalaye-Lubine toute proche, est d'ailleurs certainement à l'origine de l'effondrement du bassin de Villé et des manifestations volcaniques dont on retrouve la trace dans les dépôts permiens de l'assise de Meisenbuckel.

### Population
Les habitants de Fouchy sont appelés « Fouchottes » en welche (fourchettes en français).

En français, les habitants de Fouchy sont appelés Fouchyssois et Fouchyssoises.

### Écarts et lieux-dits
- Noirceux : se trouve entre la commune de Rombach-le-Franc (La Hingrie) et Fouchy ;
- la Barrure ;
- Rouhu ;
- Schnarupt ;
- la Combre ;
- Berlicombelle ;
- Schlingoutte.

### Hydrographie

#### Réseau hydrographique
La commune est dans le bassin versant du Rhin au sein du bassin Rhin-Meuse. Elle est drainée par le Giessen,.
Le Giessen, d'une longueur de 34 km, prend sa source dans la commune de Urbeis et se jette  dans l'Ill à Ebersmunster, après avoir traversé 18 communes.

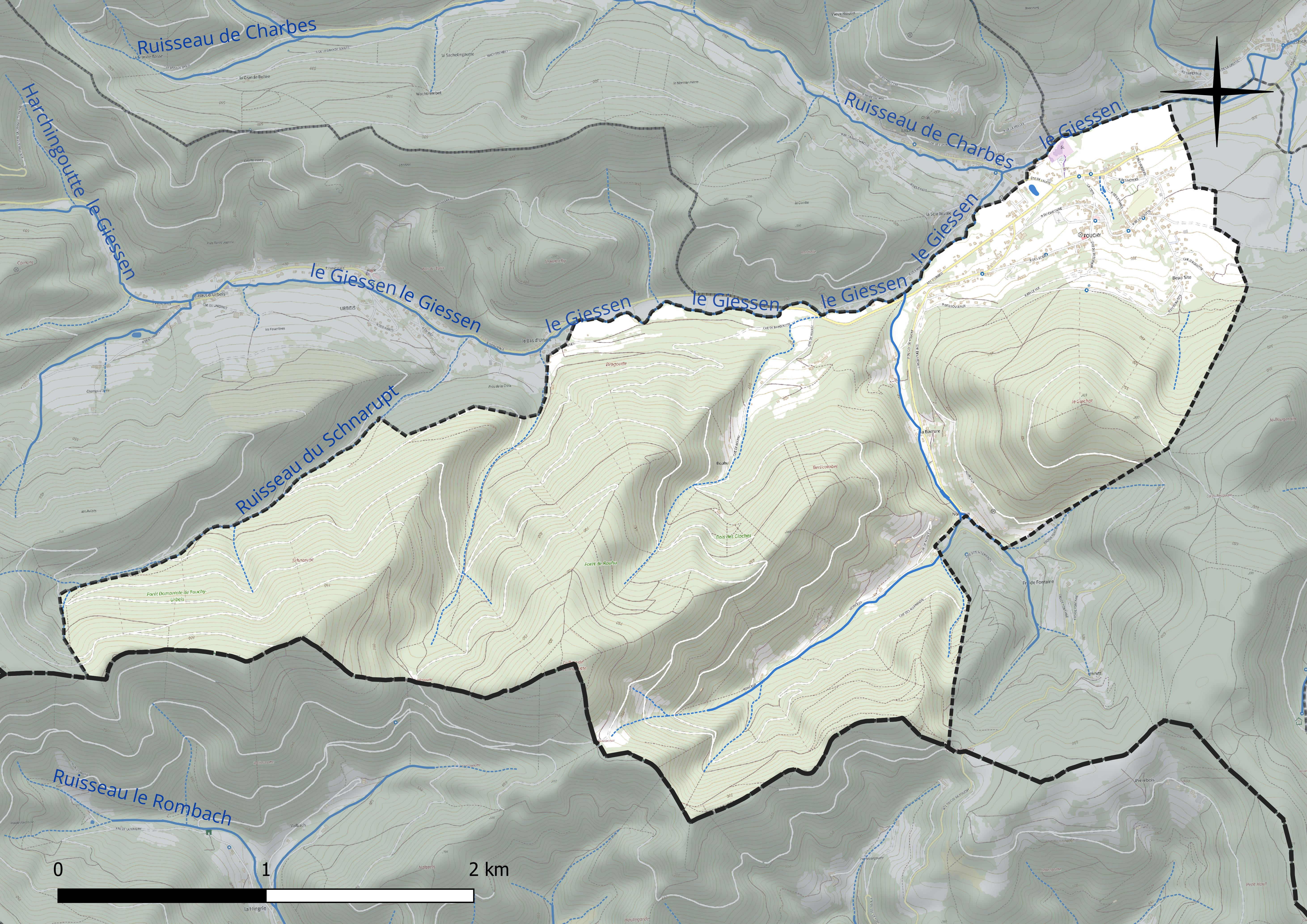
Réseau hydrographique de Fouchy.

#### Gestion et qualité des eaux
Le territoire communal est couvert par le schéma d'aménagement et de gestion des eaux (SAGE) « Giessen Liepvrette ». Ce document de planification concerne les bassins versants du Giessen et de la Lièpvrette. Son périmètre s’étend sur 317 km2. Il a été approuvé le 13 avril 2016. La structure porteuse de l'élaboration et de la mise en œuvre est le Syndicat des eaux et de l'assainissement Alsace Moselle.
La qualité des cours d’eau peut être consultée sur un site dédié géré par les agences de l’eau et l’Agence française pour la biodiversité.

### Climat
Pour des articles plus généraux, voir Climat du Grand Est et Climat du Bas-Rhin.
En 2010, le climat de la commune est de type climat de montagne, selon une étude du Centre national de la recherche scientifique s'appuyant sur une série de données couvrant la période 1971-2000. En 2020, Météo-France publie une typologie des climats de la France métropolitaine dans laquelle la commune est exposée à un climat semi-continental et est dans la région climatique  Vosges, caractérisée par une pluviométrie très élevée (1 500 à 2 000 mm/an) en toutes saisons et un hiver rude (moins de 1 °C).
Pour la période 1971-2000, la température annuelle moyenne est de 10 °C, avec une amplitude thermique annuelle de 17,3 °C. Le cumul annuel moyen de précipitations est de 895 mm, avec 10,6 jours de précipitations en janvier et 10,8 jours en juillet. Pour la période 1991-2020, la température moyenne annuelle observée sur la station météorologique de Météo-France la plus proche, « Ville », sur la commune de Villé à 3 km à vol d'oiseau, est de 11,3 °C et le cumul annuel moyen de précipitations est de 957,7 mm. 
La température maximale relevée sur cette station est de 39,5 °C, atteinte le 13 août 2003 ; la température minimale est de −19 °C, atteinte le 7 février 1991,,.
Les paramètres climatiques de la commune ont été estimés pour le milieu du siècle (2041-2070) selon différents scénarios d'émission de gaz à effet de serre à partir des nouvelles projections climatiques de référence DRIAS-2020. Ils sont consultables sur un site dédié publié par Météo-France en novembre 2022.
Le village de Fouchy connaît des températures plus basses que celles de la plaine d'Alsace. La température moyenne de ce village de moyenne montagne accuse 7,3 °C de moins qu'en plaine. Cette différence s'explique en partie par la différence d'altitude (150 m à Strasbourg-Entzheim, 260 m à Villé, 300 m à Fouchy). La situation automnale et hivernale est nettement plus complexe et souvent influencée par le phénomène d'inversion thermique qui se produit par situation anticyclonique stable. Il arrive souvent que la plaine d'Alsace soit noyée dans le brouillard ou sous les nuages bas alors que le soleil brille en montagne.

## Urbanisme

### Typologie
Au 1er janvier 2024, Fouchy est catégorisée bourg rural, selon la nouvelle grille communale de densité à sept niveaux définie par l'Insee en 2022.
Elle est située hors unité urbaine et hors attraction des villes,.

### Occupation des sols
L'occupation des sols de la commune, telle qu'elle ressort de la base de données européenne d’occupation biophysique des sols Corine Land Cover (CLC), est marquée par l'importance des forêts et milieux semi-naturels (81 % en 2018), une proportion identique à celle de 1990 (81 %). La répartition détaillée en 2018 est la suivante : 
forêts (81 %), zones urbanisées (8,8 %), prairies (8,3 %), zones agricoles hétérogènes (1,9 %). L'évolution de l’occupation des sols de la commune et de ses infrastructures peut être observée sur les différentes représentations cartographiques du territoire : la carte de Cassini (XVIIIe siècle), la carte d'état-major (1820-1866) et les cartes ou photos aériennes de l'IGN pour la période actuelle (1950 à aujourd'hui).

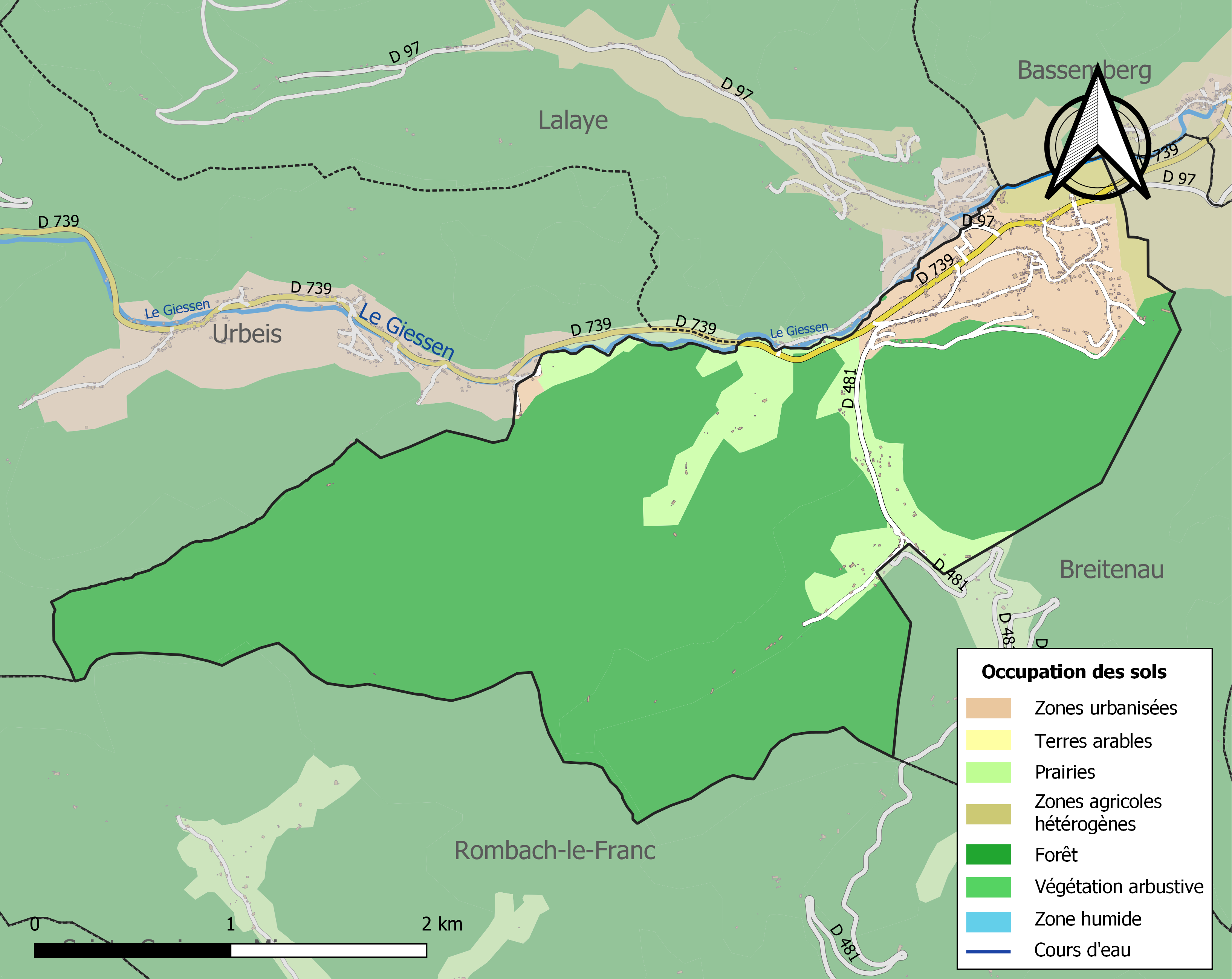
Carte des infrastructures et de l'occupation des sols de la commune en 2018 (CLC).

## Toponymie
Le nom de la localité est attesté autrefois sous les formes Groba en 1095, puis Grube en 1309. Il peut s'agir du vieux haut allemand gruoba « cavité, fosse » qui a donné Grube en allemand.
Pour certains historiens, le terme Grube pourrait signifier plus précisément « une galerie de mine » (Erzgrube). On est très enclin à admettre cette définition puisque les créateurs des armoiries de Fouchy ont opté pour cette explication. La partie centrale de leur écu est ornée d'un pic et d'un marteau, outils du mineur (les émaux des armoiries rappellent le Grand Chapitre de Strasbourg, propriétaire de Fouchy entre 1489 et 1789).
Le nom du village s'est francisé après la guerre de Trente Ans en Fouchy. Ce nom semble issu du patois local (welche) fosche signifiant « fossé », traduisant directement le nom allemand d'origine.
Schoepflin pense que Fouchy provient d'un nom ancien, fossa dont on trouve une mention dans une bulle papale du 23 décembre 1182. Dans ce document signé de la main du pape Luce III pour l'abbaye de Baumgarten, il est dit que Mathieu Ier de Lorraine et Simon de Parreia ont donné à ce monastère une grange située dans Fossa. Mais l'historien local Nartz qui écrivit l'histoire du val de Villé conteste cette version et pense plutôt qu'il s'agit d'un nom qui se trouve ailleurs, du côté du Hang. On trouve une charte datée du 21 juillet 1095 signé par l'évêque de Strasbourg, Othon, qui donne de nombreux biens à l'église de Groba. Il cède ensuite l'église avec ses dîmes au prieuré de Sainte-Foy à Sélestat, prieuré fondé par sa mère Hildegarde en 1094. Une autre charte de 1105 de Frédéric de Hohenstaufen, duc de Souabe, mentionne aussi le nom de Groba. Groba est encore mentionné vers 1170 et au début du XIVe siècle. Le chanoine A. Martin rendant compte de sa visite effectuée à Fouchy le 21 juin 1894, note que sur une pierre tombale, découverte à l'église Sainte-Foy de Sélestat, on a trouvé gravé dans la pierre le nom d'un moine bénédictin qui aurait desservi Groba entre 1300 et 1309. Le nom de Grube apparaît également dans une bulle de Clément V datée de 1309.

## Histoire

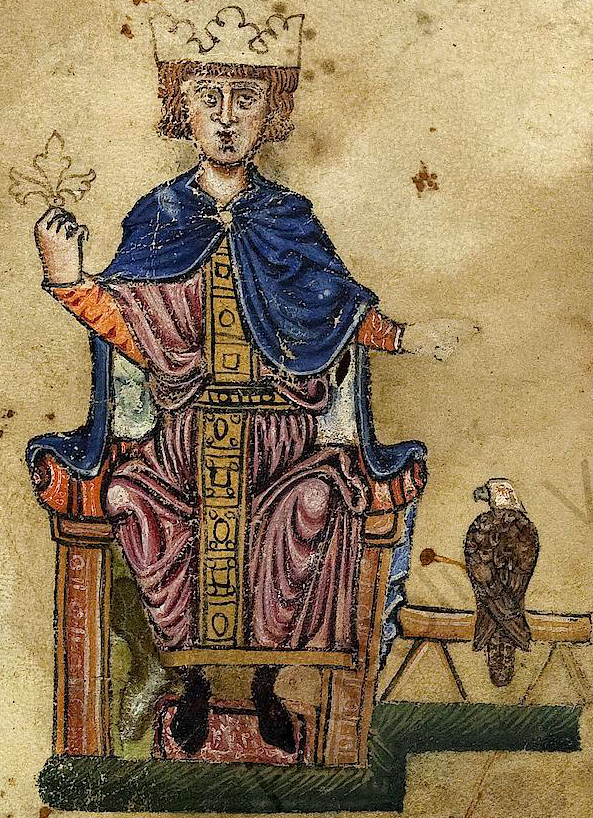
Frédéric II et son faucon représentés dans son livre De arte venandi cum avibus (De l'art de chasser au moyen des oiseaux), XIIIe siècle.

### Le village fait d'abord partie des biens du prieuré de Sainte-Foy de Sélestat
Il semble que la commune de Fouchy (Groba) ait été mentionné pour la première fois vers 1150 et faisait partie des biens du couvent de Sainte-Foy de Sélestat. À l'origine le village fut sans doute installé au milieu d'une clairière, la forêt entourant encore la majeure partie de la vallée couverte par quelques champs cultivables, se détachant au milieu des bois. L'appartenance du village de Fouchy et de ses forêts est une aubaine pour le prieuré de Sainte-Foy qui lui apporte une richesse forestière à peine entamée par le défrichement, et surtout des voies de communications qui permettent de relier la Lorraine en passant par Villé et Urbeis.

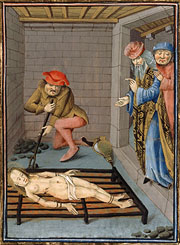
Le martyre de Sainte Foy.

Cette route est également un axe très important pour le commerce, puisqu'il permet d'acheminer le sel de Lorraine vers l'Alsace, l'autre route passant par le col de Steige. Cet axe de communication permettait aussi au prieuré de Sainte-Foy d'exiger un droit de péage pour toute marchandise entrant par la dite route. Jusqu'au Moyen Âge, Fouchy a de tout temps connu un important brassage de populations provenant de deux mondes différents: l'univers gallo-romaine et la sphère germanique de l'autre. C'est la raison pour laquelle la vallée a été régulièrement livrée à des turpitudes secouant la vie paisible de ses habitants, dont certains événements ont eu des envergures européennes. Mais ce n'est qu'à partir de 1150, ou peut-être légèrement avant qu'une petite colonie d'hommes vint défricher la forêt et s'y installer définitivement dans ce qui va s'appeler Groba, aujourd'hui Fouchy. Jusqu'au milieu du XIVe siècle beaucoup de prétendants s'intéresseraient à Fouchy, probablement du fait de sa relative richesse forestière et foncière. Témoin le procès qui oppose le prieuré de Sainte-Foy à l'abbé de Honcourt et au curé Huno du village de Villé. L'abbaye de Honcourt dispense l'enseignement religieux aux populations dépendantes du prieuré Sainte-Foy que l'abbé trouve normal d'obtenir des avantages pécuniaires en contrepartie. Cependant, l'abbé de Honcourt et le curé de Villé sont déboutés par un jugement de 1169-1170, la dîme de l'église de Fouchy restant fixée au prieuré Sainte-Foy. Ce jugement est confirmé par le pape Calixte III en 1170, puisque l'église de Fouchy est considérée comme faisant partie des biens du prieuré Sainte-Foy de Sélestat qui y exerce le "droit de dîme, de baptême et de sépulture". L'abbaye d'Ebersmunster est également en relation avec le village de Fouchy : en 1309, une bulle de Clément V demande à l'abbé d'Ebersmunster de faire rentrer les biens aliénés dans l'église de Fouchy. Vers 1313, et surtout entre 1348-1349, la population de Fouchy a été touchée par la terrible peste noire qui ravagea l'Europe occidentale. C'est aussi l'époque où le village voit passer des armées et des hordes de pillards qui sèment la désolation et la misère.

### Le château de Weyersbourg

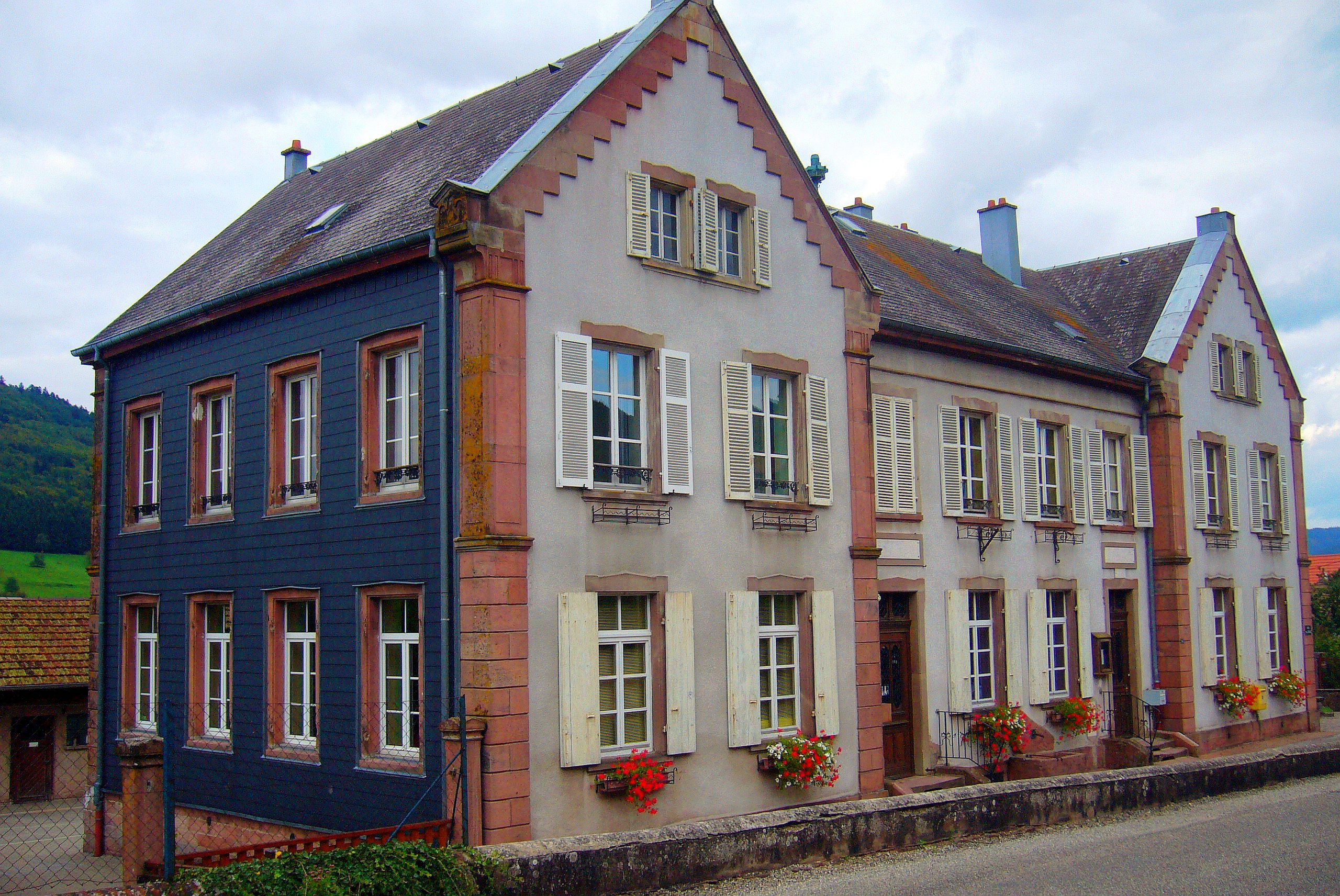
La mairie de Fouchy.

Il existait aux premiers temps de l'existence de Fouchy un château fort qui se trouvait au nord du village, à l'emplacement où sera construit au XXe siècle la scierie Ottenwaelder. Le nom de ce château a souvent changé : en 1337, on le trouve sous la dénomination de Wiehersburg, en 1449 sous le nom de Wigersburg, vers 1550 sous le nom de Wyhrburg ou Wyhrspurg, puis Wygersburg en 1499, Weyrsburg en 1575 et Weyherspurg en 1665. Faisant partie du Comte-Ban, le château est vendu en 1358 à l'évêque de Strasbourg, Jean II, qui le donne en fief épiscopal à différents vassaux. Jacques de Lützelstein, propriétaire du château du Frankenbourg et de Châtenois, rachète le Weyersbourg en 1436. En 1449, les domaines et le château passent entre les mains de Hans von Uttenheim, seigneur de Ramstein. En 1587, le castel est vendu à Sébastien Horn de Bulach. Cette puissante famille reste maître des lieux jusqu'en 1728, date à laquelle elle vend le tout au chapitre de la cathédrale de Strasbourg pour 5 000 Gulden. À la Révolution, le castel étant délabré et pratiquement en ruines, les biens du chapitre sont mis aux enchères publiques à Benfeld le 3 juillet 1793 et sont adjugés à un certain Joseph Schneider de Châtenois.

### Le comte-ban de Frankenbourg prend possession de Fouchy
En 1359, Fouchy est rattachée au Comte-Ban tout en restant jusqu'en 1503 sous la dépendance ecclésiastique du couvent de Sélestat. Puis en 1489 la localité passe sous le contrôle du chapitre de la cathédrale de Strasbourg. L'influence de Sainte Foy diminue de plus en plus lorsque Sélestat devint une ville libre en 1217. Il se heurte alors à la bourgeoisie de la jeune citée. Celui-ci arrache peu à peu ses privilèges et possessions, et en 1358 "Grube et Breytenowe" (Fouchy et Breitenau) sont cédés au seigneur de Frankenbourg et font partie du Comte-Ban. Fouchy partage ainsi les destinées de Neuve-Eglise, Hirtzelbach, Dieffenbach-au-Val, Neubois. La même année le Comte-Ban est racheté avec le château du Frankenbourg par Jean II de Lichtenberg, évêque de Strasbourg. Fouchy devient donc une possession épiscopale, tout en continuant à dépendre, au point de vue spirituel du prieuré de Sainte Foy. Au cours du XVe siècle, le prieuré de Sainte Foy perd son pouvoir spirituel au profit de l'abbé de l'abbaye de Honcourt qui installe un recteur dans le village dès 1464. En 1594 l'abbaye de Honcourt passe sous la dépendance de l'abbaye d'Andlau.

### Le terrible fléau de lapeste noire

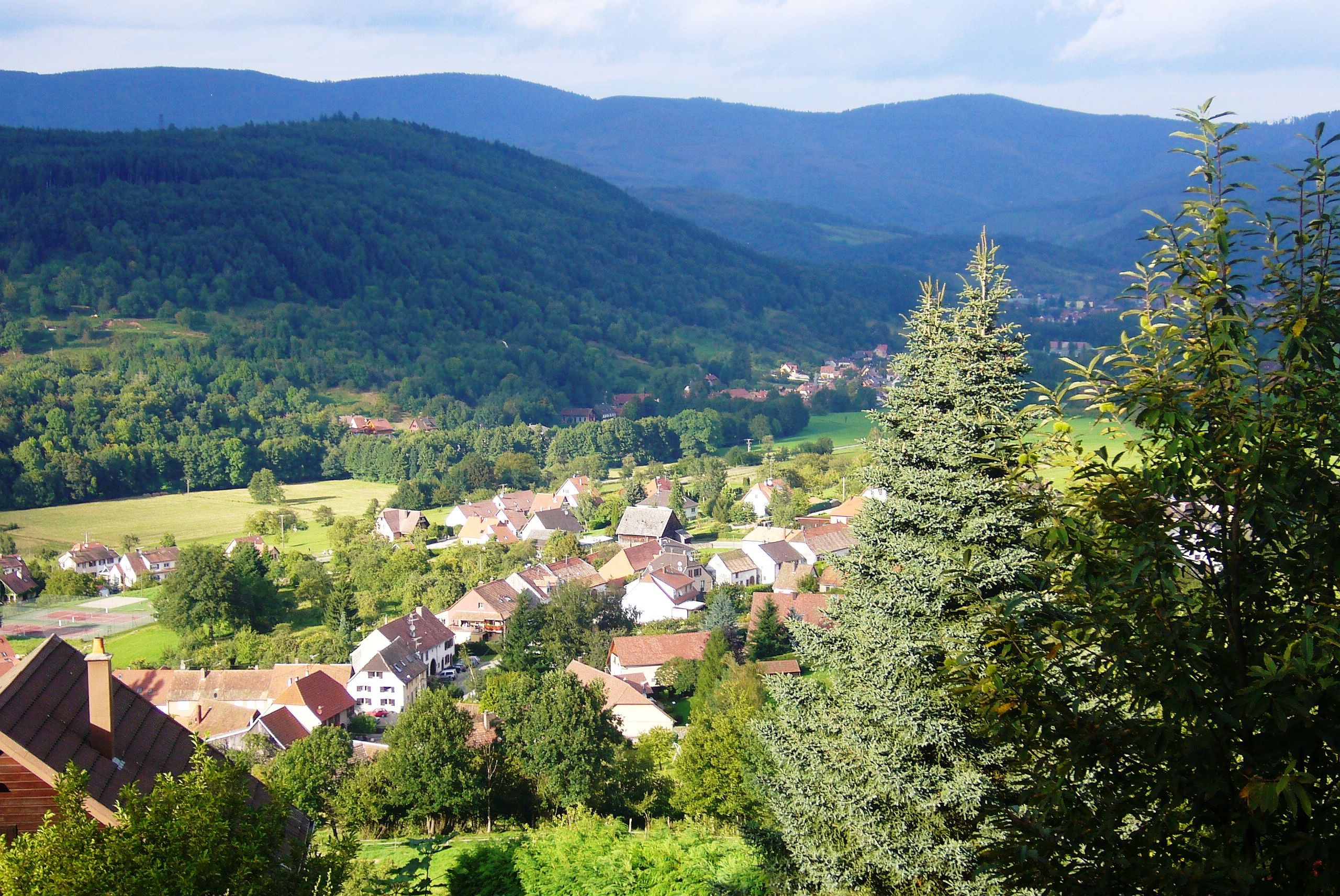
Vue partielle sur le village de Fouchy vers l'est.

Fouchy partage, comme d'autres villages de la vallée les heurs et les malheurs. Le village, quoique dépendant de Sainte-Foy, a pu sans doute échapper à la querelle opposant l'évêque de Strasbourg et la ville de Strasbourg en 1262. Par contre, la population du val de Villé et Fouchy a été particulièrement touchée par la peste noire qui ravagea toute l'Europe occidentale à partir de 1313 et surtout entre 1348-1349. Construit au bord d'une route très fréquentée, Fouchy a vu passer les armées et les hordes de pillards semant la dévastation sur leur passage. Ce fléau qui a affecté toute l'Europe entre 1347 et 1350 n'était certes pas la première épidémie, mais par son ampleur elle fut décrite de façon précise par les chroniqueurs de l'époque. Cette terrible maladie refit surface entre 1353 et 1355. Les conséquences de cette maladie ont pour résultat une montée en flèche des denrées alimentaires due au manque de main d'œuvre dans l'agriculture. Les revenus de la terre s'effondrent par la même occasion. On accuse les juifs, les gens du voyages et autres populations  connus sous le nom de cagots d'être responsables de ces malheurs. On les accuse d'empoisonner les puits et ils sont impitoyablement pourchassés et persécutés, malgré les mises en garde du pape Clément VI qui tente de les dédouaner. Pendant deux années, entre 1336 et 1337, des bandes de paysans sévissent en Alsace en s'attaquant aux juifs. En France, certaines provinces perdent jusqu'aux 2/3 de leur population, la médecine peine à enrayer la maladie. Le clergé organise partout des processions solennelles en implorant Dieu de protéger la population. D'autres s'enfuient dans les bois pour se mettre à l'abri des épidémies, mais le mal suit ceux qui tentent de fuir. Certains d'entre eux périssent en cours de route, le long des chemins, en forêt ou le long des rivières. À la suite de cette terrible maladie succède bientôt la famine entraînant un manque de main d'œuvre qui fait flamber considérablement les salaires. La population dans son ensemble n'est plus en mesure de se procurer les denrées indispensables à sa survie. On assiste alors à des scènes de famines.

### Les ravages du Moyen Âge

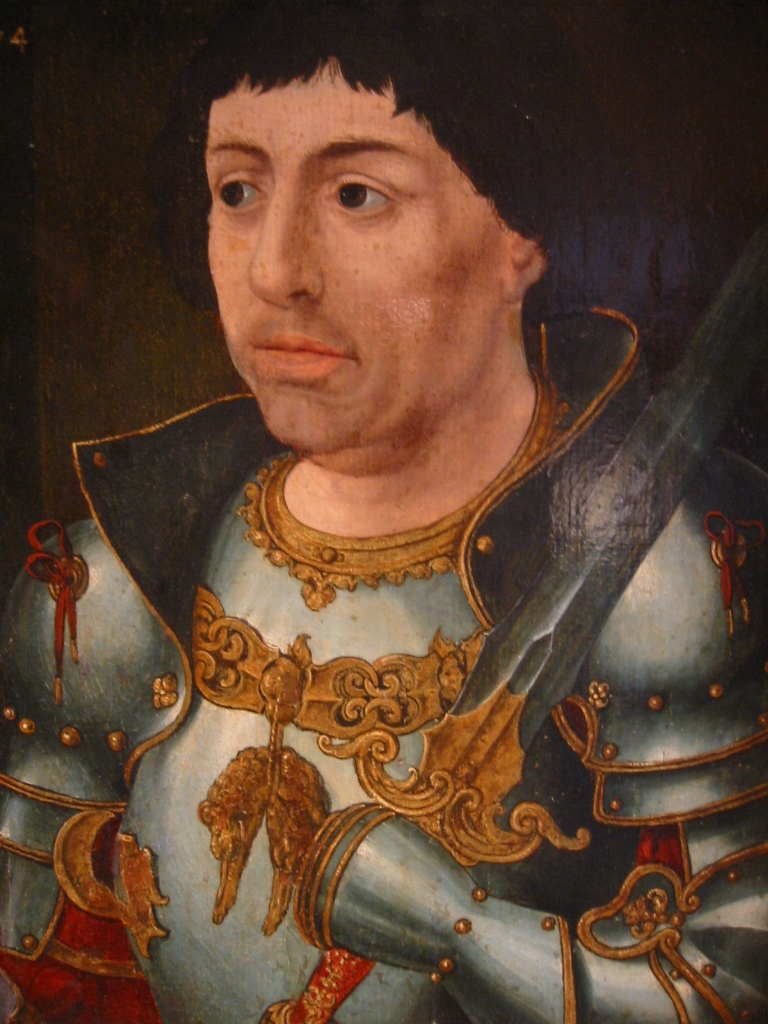
Charles le Téméraire en armure de combat (Musée du Palais des ducs de Bourgogne, Dijon).

Blason de Pierre de Hagenbach.

Construit au bord d'une route stratégique, Fouchy a vu passer toutes sortes de hordes de pillards et diverses armées. En 1444-1445, les Armagnacs et en 1470, Pierre de Hagenbach (1423-1474). Ce dernier, chevalier bourguignon, commande la 9e compagnie des troupes de Charles le Téméraire et est souvent considéré comme un homme au caractère brutal et dévoyé. Il entre dans le Val de Villé avec 5 000 cavaliers en passant par le col de Steige. Il campe le premier jour à Villé qu'il occupe avec le château de l'Ortenbourg, puis le lendemain il établit son quartier général à Châtenois en commettant au passage de nombreuses exactions sur la population. Puis il marche sur Colmar, qui oppose une farouche résistance et se dirige alors sur Brisach où il trouve la mort. Charles le Téméraire trouve lui-même la mort lors de la bataille de Nancy en 1477. Le val de Villé connaît ensuite la paix pour un certain temps avant que n'interviennent d'autres troubles venant à partir de 1493, cette fois-ci de l'intérieur. Des paysans se soulèvent à partir de Sélestat, de Dambach, de Stotzheim, de Châtenois, de Scherwiller, de Dieffenthal. Ils sont entraînés par Jean Uhlmann, ancien bourgmestre de Sélestat. Les autres sont Jacques Hanser de Blienschwiller et Nicolas Ziegler de Stotzheim. Jean Uhlman, constatant que la bataille était perdue d'avance, s'installe à Bâle où il est arrêté, jugé puis mis à mort et écartelé. Au moment de mourir, il déclare devant ses juges : « tôt ou tard l'alliance des peuples triomphera ». Nicolas Zigler connaît la même fin à Sélestat. Quant à Jacques Hanser, on ne sait pas ce qu'il devint. Tous les autres protagonistes ayant été fait prisonniers furent punis ; aux uns on leur coupa les doigts, d'autres furent bannis ou mis à l'amende. Le soulèvement des paysans avait misérablement échoué grâce aux mesures que Maximilien avait dictées depuis Colmar où il se trouvait revenant de Bourgogne. Les idées d'indépendance et de plus de justice sociale auprès des paysans ruinés ou mécontents n'avaient pas disparu pour autant. Ces idées furent savamment orchestrées par des prédicateurs dévoués à la réforme qui trouvèrent un large écho auprès de la population pressurée de toutes parts par les seigneurs. La guerre des paysans éclata (appelé aussi guerre des Rustauds). En 1525, des habitants de Fouchy participent sans doute au soulèvement des paysans et plusieurs d'entre eux ont probablement disparu lors de la bataille de Scherwiller en 1525.

### La guerre de Trente Ans
Comme de nombreux villages de la vallée, Fouchy a beaucoup souffert des vicissitudes des guerres. Le village étant situé sur un axe principal de communication, les habitants ont souvent dû fuir dans la forêt car leurs maisons ont presque toutes été détruites pendant la terrible guerre de Trente Ans. À partir de 1633, l'arrivée des Suédois marque le summum de l'horreur. Ainsi avant la guerre de Trente Ans, Fouchy comptait 58 familles bourgeoises ; après la guerre il n'en reste plus que 8 auxquels s'ajoutent 14 manants et 2 veuves. Vingt cinq maisons restent habitables sur les 58 que comptait la commune à la veille du conflit. Ruinée économiquement, la vallée a beaucoup de difficulté à se relever. Peuplée de 1050 habitants avant la guerre de Trente Ans, elle n'en compte plus que 364 en 1660.

### Le repeuplement de Fouchy

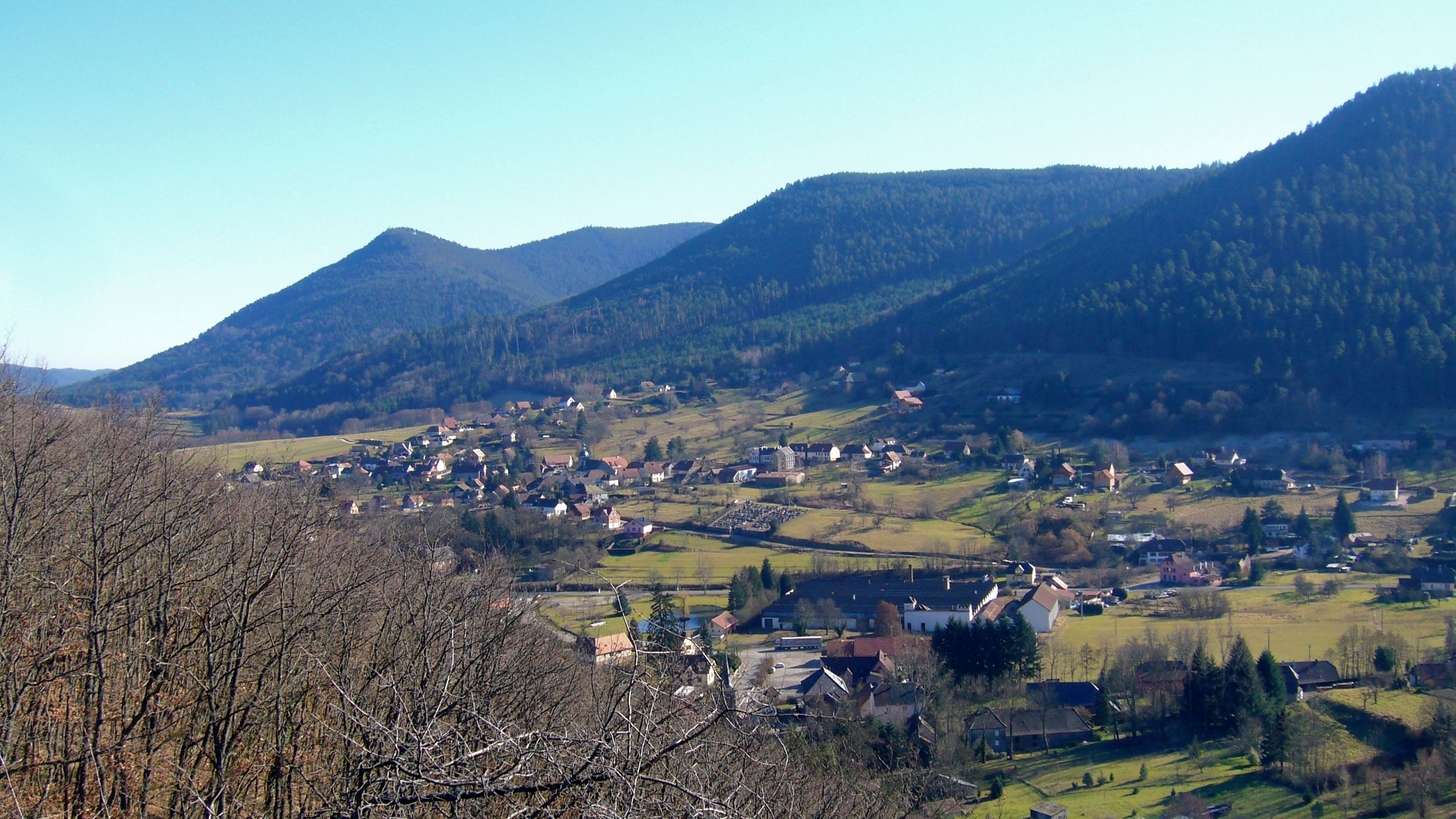
Fouchy vue depuis le piton rocheux de Notre-Dame de Lalaye.

Louis XIV se préoccupe ensuite de la remise en valeur et du repeuplement de cette région dévastée. Vers novembre 1662, il fait publier une ordonnance sur les terres qui restent à l'abandon conseillant à leurs anciens propriétaires de revenir dans les villages tout en encourageant d'autres habitants venus d'ailleurs de s'y s'implanter. Une seule condition est posée aux étrangers voulant se fixer dans les villages : être de religion catholique apostolique et romaine. Il accorde de nombreux avantages aux nouveaux arrivants, comme par exemple l'exemption de tout impôt pendant cinq ans. Lors de la reconstruction du village, de nombreuses familles immigrées francophones s'installent à Fouchy en apportant leur dialecte welche. On voit arriver de Lorraine les Humbert, les Forchard, les Verdun, de Suisse les Brunette et du sud-ouest de la France les Guiot. En 1723, Fouchy compte à nouveau 115 habitants et 696 en 1801. Le village est reconstruit autour de l'église flanquée jadis d'un corps de garde. Par la suite, la plupart des habitations ont été transformées. De belles maisons portant le millésime 17.. s'édifient et constituent de nos jours des témoins muets de cette période de paix et de développement. Ce sont pour la plupart des maisons-blocs allongées, de type vosgien ; d'un côté on trouve la maison d'habitation et de l'autre l'étable, les deux parties étant séparées par une grange. Un long couloir mène vers la cuisine à l'arrière. Les maisons anciennes sont construites en grès, le matériau de la région, et recouvertes d'un crépi.

### La Révolution
La paroisse de Fouchy est au début de la Révolution très peu inquiétée et sa cure continue à administrer les habitants. Les curés Navert, puis Simon Seck essayent de ne pas se montrer trop entreprenants. C'est ainsi qu'ils traversent la tourmente révolutionnaire sans dommage grâce à la ruse des habitants. Pour échapper à la « rapacité » des « patriotes », le presbytère, beau bâtiment du XVIIIe siècle est converti en auberge et même en salle de danse. Des révolutionnaires fanatiques s'en prennent cependant à des croix rurales en brisant l'ancienne croix du Guichat et celle qui se dressait à l'emplacement de la chapelle de Noirceux, reconstruite en 1840.

### Fouchy entreXIXeetXXesiècles
Fouchy traverse le XIXe et le XXe siècle sans connaître d'événements particuliers par rapport au reste de la vallée dont elle partage le sort. La surpopulation (1 029 habitants en 1866) provoque une forte émigration. Ceux qui partent vers l'Amérique trouvent rarement la richesse et nombreux sont ceux qui en reviennent. Ce fut le cas de Ernest Baty né en 1873 à Fouchy et qui vécut pendant sept ans au Canada où il exerça différents métiers, dont celui de valet de ferme. Revenu à Fouchy, il érige une croix en 1907 à Noirceux, en reconnaissance pour son heureux retour. Mais tout ne se passe pas aussi bien. En 1882, un important incendie détruit de nombreuses maisons à Fouchy autour de l'église, c'est-à-dire dans le quartier du Haut de l'Atre. L'école et la mairie qui avaient également été ravagées par le feu sont reconstruites en 1884. Le village connaît alors une animation plus sereine jusqu'au début de la Première Guerre mondiale.

### Les périodes de guerre
La Première Guerre mondiale
La proximité du front amène les autorités allemandes à construire « la route des Allemands » et « la Londonbahn » qui permettent d'acheminer plus rapidement soldats et ravitaillement aux premières lignes. Entre 1914 et 1918, Fouchy perd 16 personnes. Après la guerre, en remerciement pour le retour au foyer des fils enrôlés, des croix sont érigées : c'est le cas des croix Entzmann et Brunette édifiées en 1922 et 1923.
La Seconde Guerre mondiale
Entre 1940 et 1945, Fouchy perd 22 habitants. De nombreux jeunes gens sont enrôlés de force dans la Wehrmacht.

## Population et société

### Démographie
L'évolution du nombre d'habitants est connue à travers les recensements de la population effectués dans la commune depuis 1793. Pour les communes de moins de 10 000 habitants, une enquête de recensement portant sur toute la population est réalisée tous les cinq ans, les populations de référence des années intermédiaires étant quant à elles estimées par interpolation ou extrapolation. Pour la commune, le premier recensement exhaustif entrant dans le cadre du nouveau dispositif a été réalisé en 2005.

En 2022, la commune comptait 641 habitants, en évolution de −3,32 % par rapport à 2016 (Bas-Rhin : +3,17 %, France hors Mayotte : +2,11 %).
| 1793 | 1800 | 1806 | 1821 | 1831 | 1836  | 1841 | 1846 | 1851 |
| ---- | ---- | ---- | ---- | ---- | ----- | ---- | ---- | ---- |
| 690  | 704  | 762  | 816  | 969  | 1 017 | 976  | 995  | 965  |

| 1856 | 1861 | 1866  | 1871  | 1875 | 1880 | 1885 | 1890 | 1895 |
| ---- | ---- | ----- | ----- | ---- | ---- | ---- | ---- | ---- |
| 924  | 969  | 1 029 | 1 015 | 910  | 869  | 816  | 802  | 758  |

| 1900 | 1905 | 1910 | 1921 | 1926 | 1931 | 1936 | 1946 | 1954 |
| ---- | ---- | ---- | ---- | ---- | ---- | ---- | ---- | ---- |
| 770  | 694  | 682  | 658  | 611  | 647  | 630  | 566  | 542  |

| 1962 | 1968 | 1975 | 1982 | 1990 | 1999 | 2005 | 2006 | 2010 |
| ---- | ---- | ---- | ---- | ---- | ---- | ---- | ---- | ---- |
| 555  | 486  | 458  | 482  | 509  | 568  | 605  | 597  | 660  |

| 2015 | 2020 | 2022 | - | - | - | - | - | - |
| ---- | ---- | ---- | - | - | - | - | - | - |
| 658  | 636  | 641  | - | - | - | - | - | - |

Dans son histoire, Fouchy a dépassé deux fois la barre des 1 000 habitants : en 1836 (1 017 habitants) et en 1866 (1 029 habitants), avant de se dépeupler progressivement. Mais la population croît à nouveau régulièrement depuis 1975.

## Économie

### Agriculture
Commune essentiellement montagneuse, Fouchy a vu fondre le nombre de ses agriculteurs au fil des années. Quelques doubles actifs et les exploitants de communes voisines se partagent une S.A.U. de 44 ha en herbe (pré de fond de vallée, glacis vers Bassemberg, pâturages du vallon de Noirceux. Fouchy et ses hameaux étaient jadis réputés pour leur kirsch et les alcools de baies sauvages. Le village compte encore 50 alambics (le nombre le plus élevé de la vallée). La forêt couvre une superficie importante, 571,17 ha dont 99,97 ha de forêt domaniale, 271,65 de forêt communale et 199,55 ha de forêt privée.

### Industrie - Commerce - Artisanat
Fouchy possède dès avant [1914 un dépôt de l'usine Amos de Wasselonne, distribuant à la population locale des chaussons à garnir (jusqu'en 1947). Le village est alors également très actif dans l'artisanat du bois (plusieurs sabotiers, perceurs de tuyaux, vendeurs d'échalas de vigne). L'ancien tissage de Fouchy, construit par F.T.V. en 1913 est victime de la crise de 1956, comme la majorité des usines de ce groupe. L'activité est reprise par un entrepreneur local, M. Fréchin jusqu'à sa fermeture définitive en 1981. Les bâtiments abritent aujourd'hui deux entreprises artisanales de fabrication d'escaliers en bois et de filtres photographiques. Mis à part quelques artisans (garage) et une petite scierie familiale en cours de fermeture, le village ne possède pas d'autres emplois industriels sur place.
Fouchy compte un seul hôtel-restaurant.
Le village possède un court de tennis un terrain multi-sports ainsi qu'un terrain de pétanque. Un bel étang de pêche a été aménagé près de l'ancien tissage entre Fouchy et Lalaye. Il est géré par l'association de pêche intercommunale Fouchy-Lalaye-Urbeis.
L'ancienne maison de convalescence de F.T.V., beau bâtiment en pierres de taille, sert aujourd'hui de colonie de vacances à la commune de Soufflenheim.
Fouchy s'est fait connaître par sa course de côte automobile, qui tous les ans au mois de juin, empruntait les lacets du Col de Fouchy jusqu'à Rombach-le-Franc et qui attirait l'élite française de la discipline et un nombreux public.

### La forêt
La forêt a été pendant fort longtemps la principale richesse de la commune de Fouchy, aussi bien par les ressources qu'elle pouvait procurer que par l'usage qui en était fait : droit de marnage, de pâturage, de glandée. À ces différents usages venaient se greffer le défrichement clandestin de la forêt que pouvait pratiquer la population en dehors de tout cadre légal. Les seigneurs (ducs et comtes) étaient en réalité les véritables propriétaires des forêts : elles faisaient partie du franc-alleu qu'ils détenaient. Les ducs ou comtes cédèrent le plus souvent leurs biens en fiefs à des vassaux pour les récompenser pour leur fidélité. Les vassaux s'attribuèrent ainsi les redevances ou cens. Avant le Xe siècle, la famille du duc Attic fut ainsi le plus grand propriétaire des forêts de la vallée, puis leurs héritiers naturels. Par la suite, les forêts passèrent trois siècles après aux évêques de Strasbourg, le comte d'Ortenbourg, puis les landgraves de Werde et devinrent ainsi une forêt seigneuriale. Le groupe dominant fut d'abord à partir du XIe siècle le Comte-Ban qui s'attribuait les domaines forestiers entre le château du Frankenbourg et l'Altenberg. Le domaine le plus reculé s'étendait du Koltsbach jusque vers Urbeis, puis jusqu'au Virst (first, les crêtes) et redescendait jusqu'au val de Lièpvre, englobant une partie du ban de Rombach-le-Franc, formant ainsi le ban de Sainte-Foy que les Hohenstaufen leur avaient attribué selon un acte de l'année 1095.

### Les exploitations minières à Noirceux
La carte géologique, pour la commune de Fouchy, montre la présence à Noirceux d'une bande de terrain formée de gneiss à grenat et sillimanite, semblable à celui que l'on rencontre dans la vallée de Sainte-Marie-aux-Mines. C'est dans cette roche que se situent les gîtes métallifères qui faisaient autrefois la richesse de cette ville. À Noirceux, cette bande de terrain renferme des filons de cuivre et de barytine que l'on découvre aussi à Rombach-le-Franc de l'autre côté du versant de la montagne. Il existait jadis à Noirceux, deux galeries qui ont été construites lors de la construction de la route du col de Fouchy en 1904. La date des premiers travaux n'est pas connue. Seul, Hammer en 1826 cite le nom de Fouchy, en même temps que celui d'Urbeis, Lalaye et Triembach-au-Val. Ungemach parle de recherches entreprises sur les anciens travaux. Vers 1900 la concession de ces mines appartenait encore à la Weilertaler Bergwerke. Dans la galerie A, les travaux ont suivi une faille, large par endroits de 30 cm, où l'on peut voir encore des traces de filons de chalcopyrite (sulfure de cuivre et de fer) avec de la malachite comme produit d'oxydation, dans une gangue de quartz. La faille se prolonge ensuite avec un remplissage de calcite, puis disparaît. La halde (déblais de mines) se trouve en contrebas, entre la route et le ruisseau. On sait fort peu de choses sur la deuxième galerie dont l'entrée est éboulée et inaccessible. L'exploitation de la barytine (sulfate de baryum) est assez récente. Elle eut lieu vers 1922, à ciel ouvert. Une gouttière en planches permettait l'évacuation du minerai jusqu'à la route, un peu plus haut. Dirigé par monsieur Hazemann, ancien maire de Ranrupt, les travaux occupaient une dizaine d'ouvriers. Ils furent abandonnés assez rapidement en raison du peu de rentabilité. Aujourd'hui, un pré recouvre les anciennes fouilles mais le promeneur peut encore découvrir, à la lisière de la forêt, quelques échantillons d'une barytine blanche qui semble particulièrement pure. Il reste donc peu de traces visibles des anciens travaux miniers à Noirceux.

## Culture locale et patrimoine

### Lieux et monuments

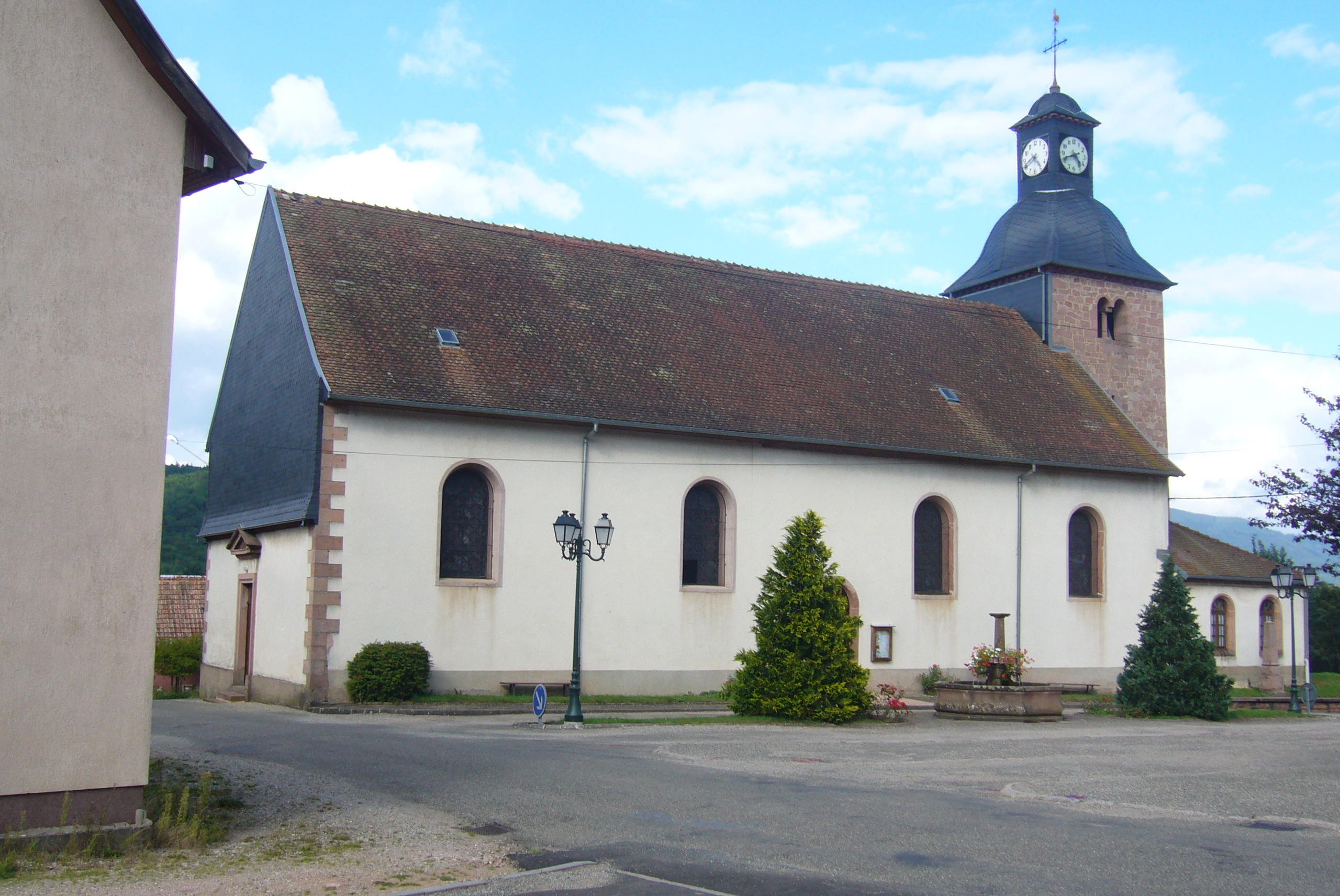
L'église Saint Jean-Baptiste à Fouchy.

#### Église Saint Jean-Baptiste
Il est probable que Fouchy possédait une paroisse dès 1095 et une église dédiée à saint Jean-Baptiste. En 1170 « l'église de Groba avec les dîmes, les droits de baptême et toutes les dépendances » est citée de façon certaine. En effet on trouve à cette date, l'antipape Calixte III confirmant la possession de cette paroisse à Sainte-Foy, déboutant ainsi l'abbé de Honcourt. Ce dernier n'avait pas apprécié que les Hohenstaufen aient offert cette paroisse au prieuré de Sélestat et aient porté le différend devant les autorités religieuses. Cette paroisse est de taille modeste et n'englobe que Fouchy et Breitenau. À l'époque (vers 1494), le curé est élu par les notables et non pas nommé, ce qui est peu courant. Le prieuré de Sainte-Foy s'occupe de la gestion de cette communauté en déléguant quelques moines qui résident à Fouchy. La tradition orale évoque un « couvent » mais il n'existe aucun document écrit qui le confirme. Peut-être que le « couvent » n'était qu'une simple habitation de moines. Ces moines venus en général du Sud-Ouest de la France (le prieuré de Sainte-Foy de Sélestat est une dépendance de l'abbaye de Conques) ignoraient le plus souvent la langue du pays. Les habitants de Fouchy préféraient donc s'adresser aux moines de Honcourt et d'Ebersmunster, ce qui explique que ces abbés cherchaient à se procurer des avantages financiers en contrepartie. L'influence de Sainte-Foy diminue de plus en plus, surtout à partir du XIIIe siècle, lorsque Sélestat s'administre lui-même. Le prieuré vend ensuite ses biens de Fouchy, mais continue d'exercer sa tutelle spirituelle sur la paroisse. En 1712 sous la prêtrise du curé Auger, une bulle papale fonde une « confrérie sous l'invocation du glorieux saint Joseph ». À la Révolution, Fouchy, qui est depuis 1489 une possession du Grand Chapitre de la cathédrale de Strasbourg, voit ses biens religieux mis aux enchères. Mais la paroisse est peu inquiétée au début de la Révolution. Fouchy continue donc de garder sa cure et ses forêts. La paroisse est administrée par les curés Navert puis par Simon Seck qui traverse la tourmente révolutionnaire sans dommage grâce à la complicité des habitants. Le beau presbytère bâti au XVIIIe siècle a été converti en auberge et même en salle de danse. Des révolutionnaires fanatiques s'en sont cependant pris à des croix rurales et ont brisé l'ancien calvaire du Guichat et celle qui se dressait à l'emplacement de la chapelle de Noirceux construite à nouveau en 1840. Quant à l'église qui existait au XIe siècle, la rareté des documents rend cette étude historique bien lacunaire. La nef a été agrandie au XVIIIe siècle, le clocher, du moins sa base, aéré de fenêtres romanes et gothiques est ancien et remonte au Moyen Âge. La toiture est remplacée en 1865 par un toit en bulbe. À la même époque, le cimetière devenu trop petit est transféré en dehors de l'agglomération. Il contient encore de belles croix tombales en fer forgé.

#### Ancienne scierie
Vers le col de Fouchy.

#### Calvaire du bas d'Urbeis
Il date de 1806 et se trouve entre la sortie du village de Fouchy et l'entrée d'Urbeis. Il s'agit de la plus ancienne croix de Fouchy.

#### Chapelle de Noirceux

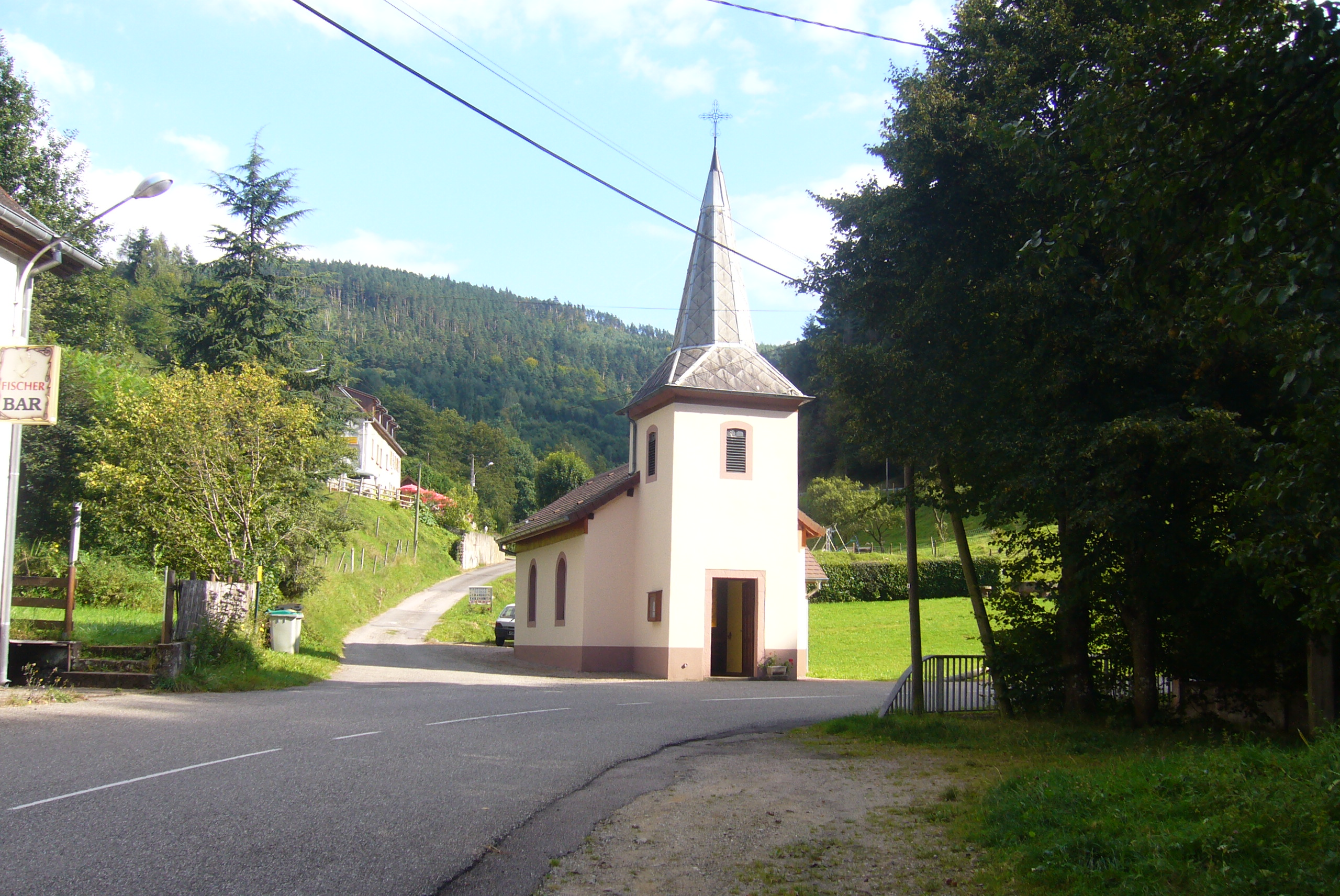
Chapelle de Noirceux à Fouchy.

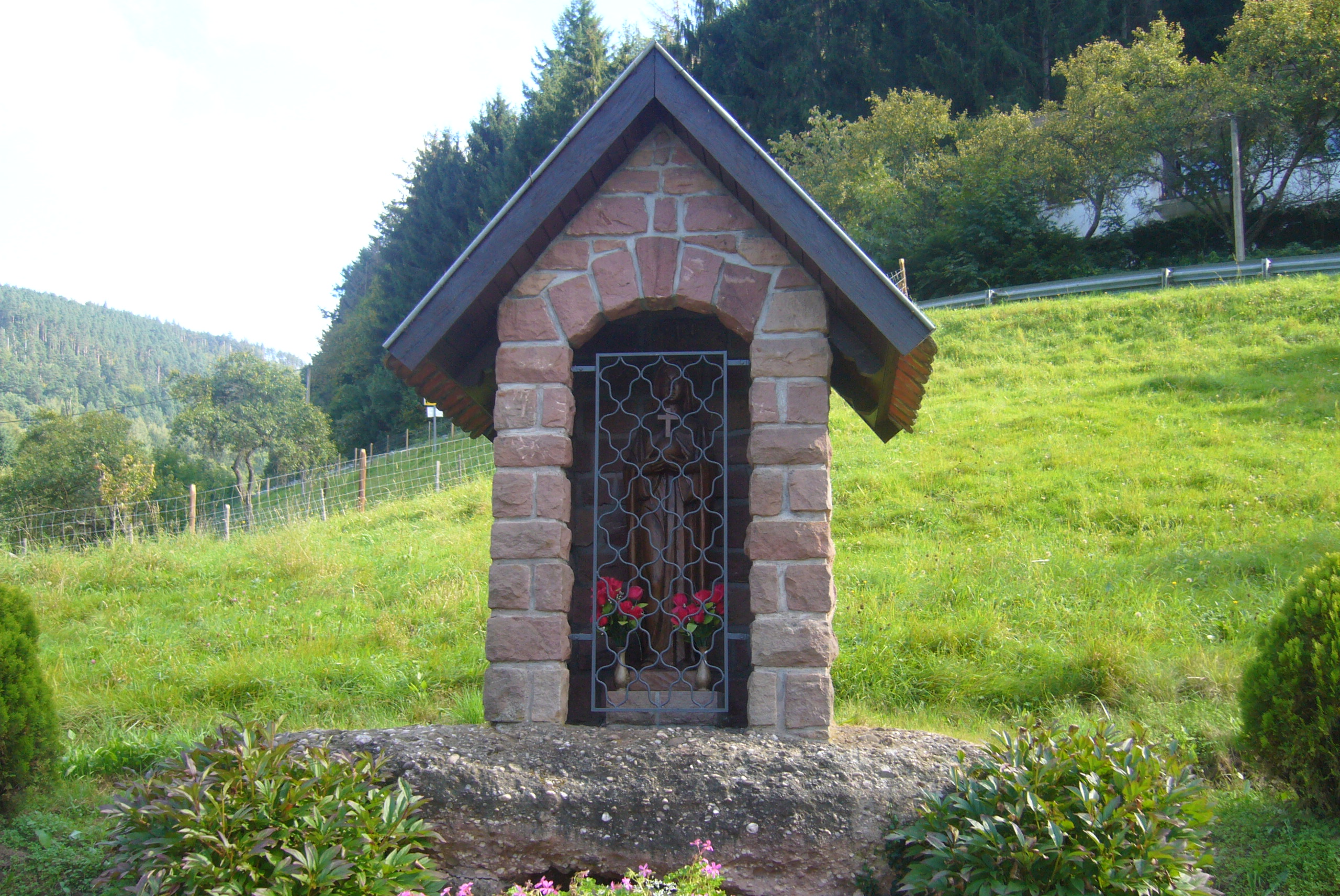
Petite statue de la Vierge à côté de la chapelle de Noirceux.

Cette chapelle a été édifiée en 1875 par les habitants de Noirceux et Froidefontaine à la place d'un petit oratoire construit en 1845 qui fut agrandi par la suite. La chapelle de Noirceux a été bâtie à l’endroit même où s’élevait cet oratoire qui fut détruit à l’époque de la Révolution. Il ne restait plus à l’époque que la pierre formant l’assise. On raconte qu'aux environs de 1830-1840, un habitant du pays du nom de Joseph Heckly, qui revenait de Saint-Maurice où il confectionnait des sabots, et qui se dirigeait vers Fouchy, fut ébloui par une intense lumière. La clarté provenait de l’endroit où s'élevait autrefois un vieux calvaire et dont il ne restait plus que le soubassement. Chaque fois qu’il s’en approcha, aussitôt elle disparaissait. Une autre fois, selon la légende, il aperçut une lumière encore plus vive entourée d’un halo rougeâtre avec à ses côtés un autre habitant de la paroisse nommé Joseph Mariotte qui résidait à Froidefontaine. Ce dernier dit apercevoir, tout à coup, une croix devant lui. Après l’avoir dépassée, Mariotte demande à son collègue : « As-tu vu la croix « ? « Non » lui répond Heckly. Ils revinrent sur leurs pas et tous deux virent ensuite distinctement briller une croix à l’emplacement de celle qui avait été détruite au cours de la Révolution. C’est à la suite de ces événements qui furent interprétés comme une exhortation que fut construit dans le courant de l’année 1845 un oratoire qui tenait compte des indications fournies par nos deux hommes. Quinze ans plus tard, du temps de l'abbé Pernot, une cloche fut ajoutée. La chapelle de Noirceux devint ainsi une annexe de la paroisse de Fouchy. Son successeur, le curé Jean Baptiste Mehl, fit faire des travaux d’agrandissement en y ajoutant le chœur et un clocheton. En 1875 furent installées trois cloches et la chapelle dédiée à Notre-Dame Auxiliatrice. En avril 1917, la Kreisdirection s’empara des cloches de la chapelle pour être fondues. Le 19 avril 1917, le commissaire militaire réquisitionna les cloches de Noirceux bientôt suivies par celles de l’église de Fouchy. La chapelle de Noirceux resta silencieuse jusqu’en 1926. Le curé Guidat pressé par la population entreprit une collecte à Noirceux, Rouhu, Froidefontaine et La Barrure. Grâce à la générosité de la population, une somme assez importante fut collectée qui permit de commander trois nouvelles cloches à M. Robert de Nancy. La cérémonie d’inauguration des nouvelles cloches eut lieu le 13 juin 1926 sous le vicariat de M. le curé Speid, doyen de Villé, assisté des curés de Fouchy, Breitenau et d'Erlenbach. Le RP Donner, rédemptoriste, donna le sermon de circonstance. La cérémonie se fit en plein air, sur le pré attenant à la chapelle qui avait été mis à la disposition de la population par Eugène Jacquel, marguillier de la fabrique de l’église de Fouchy. En 1944, l'occupant allemand arracha brutalement les cloches. Après la Libération, elles furent récupérées en gare de Sélestat. Mais du fait de la guerre, la cloche avait été abîmée. Aussi le conseil de fabrique décida de confier sa refonte à la maison Causard-Dury de Colmar. L’installation des nouvelles cloches eut lieu le 13 août 1950 en présence d’une foule très importante.

#### Chemins du patrimoine
Le village de Fouchy compte cinq sentiers forestiers consacrés au patrimoine de la vallée, le dernier inauguré le 7 septembre 2007. Le thème choisi est « Une forêt en pays welche ». Grâce au soutien de la communauté des communes du val de Villé et au soutien du conseil général et régional, Fouchy dispose désormais un sentier consacré au matériau prédominant de son histoire et son patrimoine : le bois. Six panneaux en couleur détaillant les randonnées ont été conçus à cet effet par le centre permanent d'initiatives pour l'environnement (CPIE), la Maison de la nature et illustrés par Claude Delamarre. Ils sont le résultat d'un travail commun entre la Société d'histoire du val de Villé, la Maison du val, le Club vosgien, Alsace Nature et l'office de tourisme.

#### Les habitations anciennes

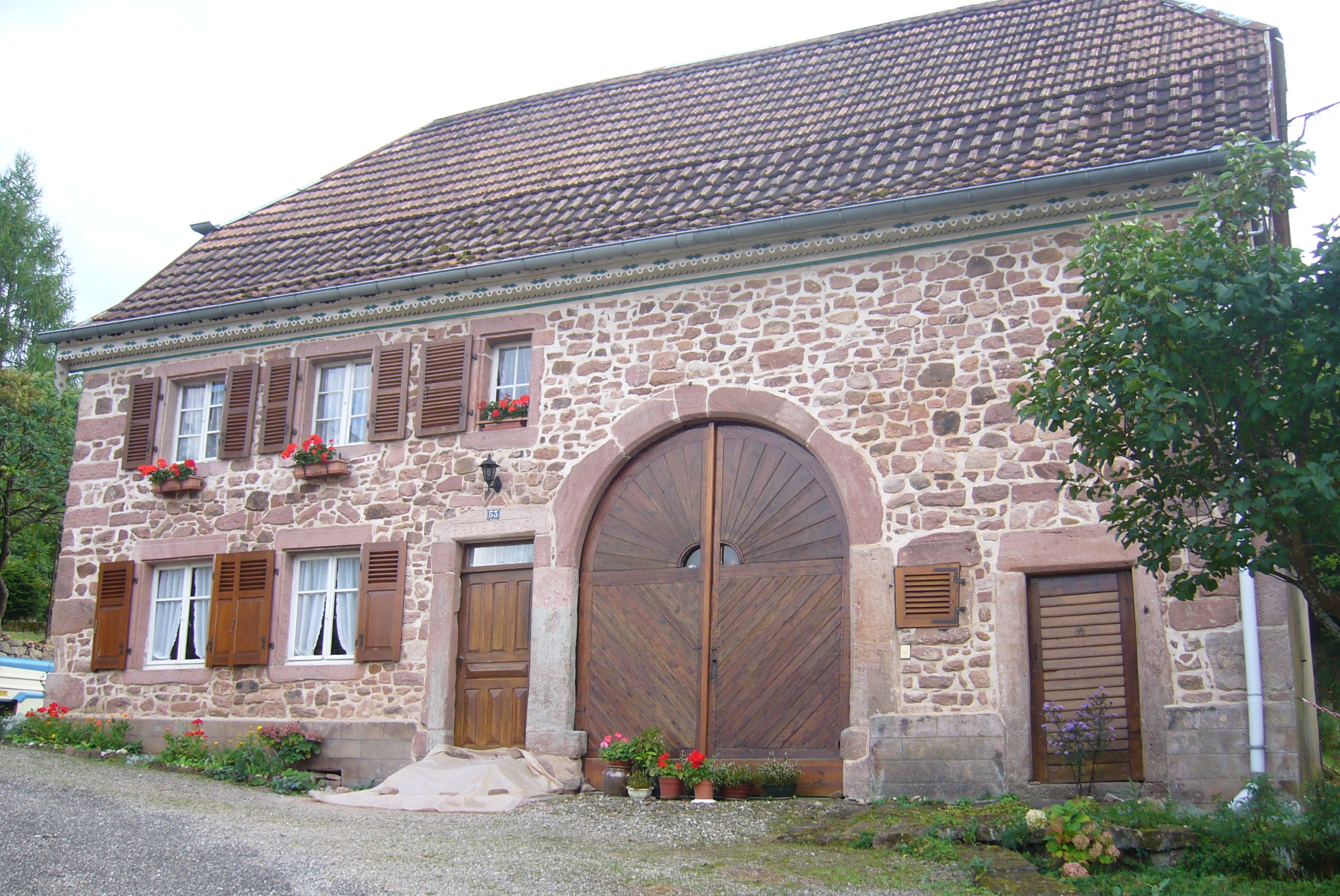
Ancienne habitation du XIXe siècle à Fouchy.

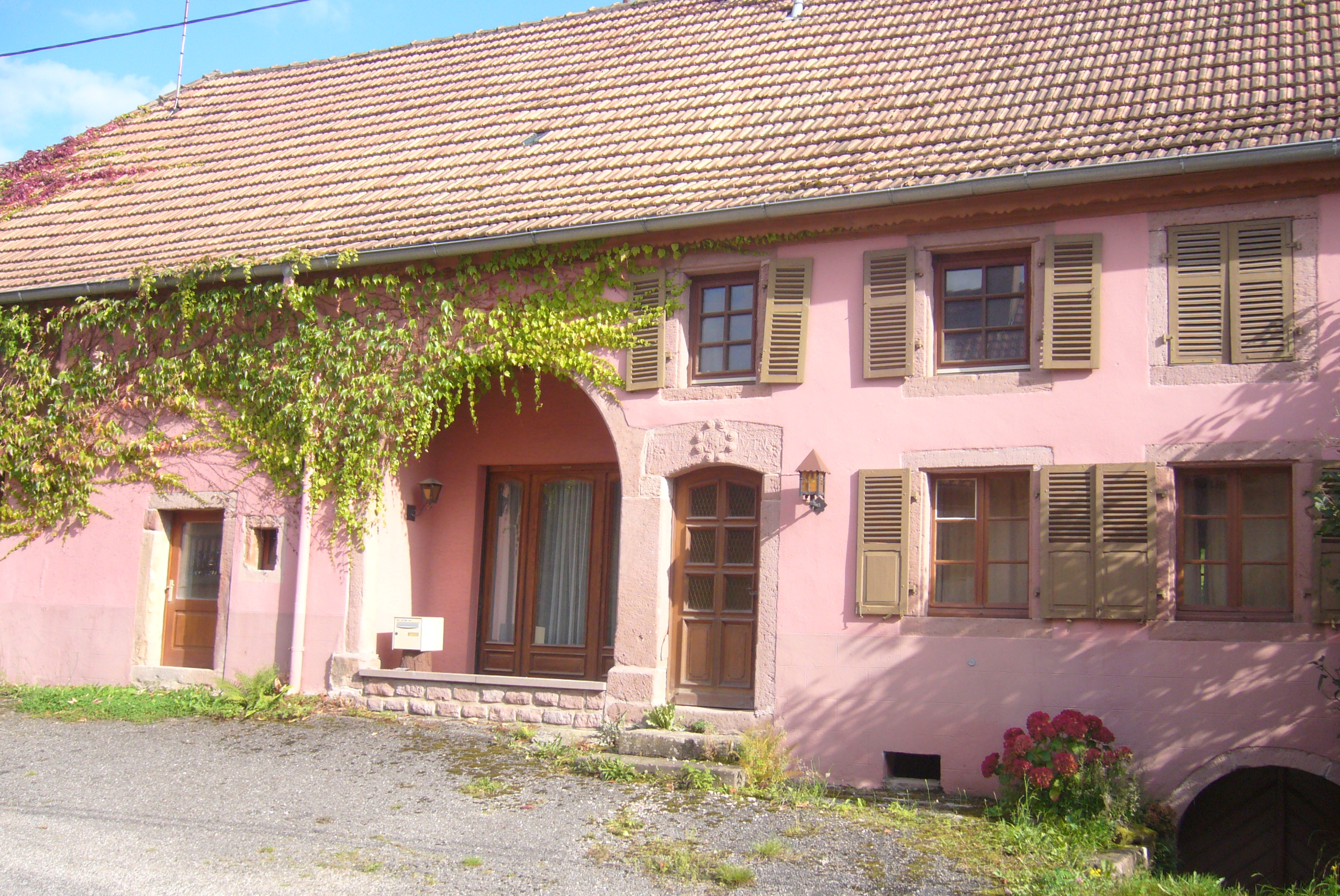
Ancienne ferme rénovée de Fouchy.

Après la guerre de Trente Ans, de nombreuses habitations ont été reconstruites autour de l'église du village. Les maisons sont pour la plupart allongées, de type vosgien. On trouve d'un côté l'habitat et de l'autre l'étable, les deux parties étant séparées par une grange. Un long couloir mène vers la cuisine située à l'arrière. Il existe encore de nombreuses maisons du XVIIIe siècle dont la cave est creusée sous la maison d'habitation. On accède à cette cave par un escalier. On y conservait sans doute les produits de la récolte et peut-être aussi le vin qui était acheté ailleurs, car Fouchy ne possédait pas de vignes car exposé trop vers le nord. Cependant, il est fort possible que les habitants de Fouchy aient eu quelques pieds de vignes comme c'est le cas actuellement à Bassemberg ou dans d'autres villages de la vallée. D'autre part, la cave servait également à entreposer les fûts contenant les fruits à distiller et comme le notait l'abbé Nartz on y distillait autrefois le cerisier, et le kirsch qui étaient réputés même au-delà de l'Alsace. Certaines maisons anciennes possèdent encore de nos jours un four à pain. Les maisons anciennes sont construites en grès - le matériau de la région - et recouverte d'un crépi. Les maisons de gens aisés, étaient généralement renforcées par des chaînes d'angles en pierre de taille. Les autres moins solides, tombent rapidement en ruines sous les intempéries, faute d'entretiens réguliers. C'est ainsi le cas de plusieurs fermes au Rouhu dont il ne reste que quelques pans de mur. Une seule maison à colombages reste encore visible à la Combre, au no 105. Certaines maisons, jadis recouvertes de tuiles plates, ont eu, par la suite, des tuiles mécaniques, celles-ci étant plus pratiques, puisque ne nécessitant pas des bardeaux. Le toit comme le reste de la maison, a besoin de la protection divine contre toutes formes de sinistres et pour empêcher les forces maléfiques de pénétrer dans la demeure. D'où la coutume, jadis, de poser une tuile décorée sur le toit. Ces vieilles maisons disposaient aussi des aérateurs, ouvertures de la façade permettant de faire passer de l'air dans le grenier ou la grange et de donner de la lumière sous le toit. Ces aérateurs ont souvent des formes très variables. Certains sont ronds, d'autres plus nombreux, se présentent sous les traits de deux cœurs se faisant face. D'autres encore évoquent une étoile à quatre ou six branches. Les encadrements des fenêtres et des portes sont en grès des Vosges. Le plus souvent, ce matériau provient du Guichat, sommet qui domine le village. Seules quelques maisons du XXe siècle sont construites, en partie, en grès de Champenay, pierre « qui ne boit pas l'eau ». L'encadrement des portes d'entrée des maisons est souvent intéressant et riche en renseignements : les jambages et le linteau sont le plus souvent droits, rarement comme c'est le cas pour la maison no 136. Les linteaux de porte sont souvent décorés, en bas-relief de la date de construction de la maison, des initiales des noms des propriétaires ou de signes ou d'autres symboles : outils, motifs, végétaux etc. Bien que le tailleur de pierre ne signe pas son travail, on peut retrouver l'auteur de certains linteaux grâce à la similitude de facture. Pour la datation des anciennes maisons, il faut rester prudent. Souvent le millésime est gravé sur le linteau de la porte d'entrée, sur la clé d'arcade de la porte de la grange ou celle de la cave. Mais il faut aussi observer la forme générale de l'encadrement et la taille des fenêtres pour pouvoir confirmer la datation. De nombreuses pierres sont souvent récupérées  et réutilisées dans les constructions récentes. Depuis le XXe siècle, les maisons ont subi maintes modifications, surtout durant la fin du siècle : des granges et des étables ont été transformées en habitations. Un signe des temps, la culture et l'élevage ne permettent plus aux gens de vivre. Comme la plupart des villages de la vallée, Fouchy connaît un fort exode rural qui a déjà commencé à la fin du XXe siècle.
La maison la plus ancienne serait « la maison des mineurs », c'est-à-dire le no 12, qui est située dans la rue Principale. Mais cette demeure a été si souvent modifiée qu'on est en droit de se demander si le linteau de la porte, décoré d'un blason de mineur et portant la date 1569 ne provient pas d'une pierre qui a été récupérée. On peut en douter car à l'arrière de la maison on découvre un très beau linteau de style gothique flamboyant qui sert de linteau de fenêtre. Pour la date, certains chiffres sont inversés. Au milieu, un blason représentant les outils du maréchal-ferrant : fer à cheval, tenailles, marteau.

#### Les linteaux des fenêtres et portes des maisons anciennes
Le village de Fouchy dispose encore de nombreuses maisons anciennes construites en grès des Vosges et recouvertes d'un crépi. Ces maisons se distinguent le plus souvent par des encadrements des fenêtres et des portes dont le matériau provient du Guichat, un sommet qui domine le village. L'encadrement des portes d'entrées des maisons est souvent intéressant et riche d'enseignements : les jambages et le linteau sont le plus souvent droits, rarement comme c'est le cas pour la maison no 136. Cette entrée a été rehaussée afin d'avoir une imposte, servant à l'éclairage du couloir. Les linteaux de porte sont souvent décorés, en bas relief de la date de construction de la maison, des initiales des noms des propriétaires et des signes représentatifs: outils, motifs, végétaux, etc. Bien que le tailleur de pierre ne signe pas son travail, on peut retrouver l'auteur de certains linteaux grâce à la similitude de facture. Pour la datation des maisons, il faut rester prudent. Souvent le millésime gravé sur le linteau n'est qu'une pierre qui a été récupérée et réutilisée sur des constructions plus récentes. Les maisons ayant subi maintes modifications, surtout depuis une cinquantaine d'années ; des granges et des étables ont été transformées en habitation. On rencontre souvent au milieu des linteaux de porte de petites croix avec le monogramme du Christ (IHS) ou une svastika à 6 branches au-dessus de la porte de l'étable. Les fenêtres des étables - généralement petites - et les soupiraux des caves sont parfois « protégés » par un « balai de sorcière » ou « haxabasa », scellé verticalement ou horizontalement. On pensait ainsi protéger le bétail et préserver le vin, en empêchant la sorcière de pénétrer dans l'étable ou la cave. On accusait souvent la sorcière de faire tourner le vin !

### Héraldique
| Blason de Fouchy | Blason  | D'argent chaussé de gueules, au pic et au marteau piquier de mineur de sable passés en sautoir brochant sur le chaussé. |
| Blason de Fouchy | Détails | Les inventeurs du blason de Fouchy ont sans doute été influencés par le linteau de la porte datée de 1569 et décoré des outils de mineurs. Or, celui-ci vient probablement de Lalaye. Les armoiries actuelles représentent un marteau et un pic de mineur, sur fond des couleurs du Grand Chapitre de la cathédrale de Strasbourg, propriétaire du village de 1489 à 1789. |

### Sources
Tout ou partie de cet article est extrait avec autorisation de l'annuaire 1976 de la Société d'histoire du Val de Villé et de l'ouvrage le Val de Villé : un pays, des hommes, une histoire. L'article a pu être modifié depuis.